# شو ايكاوا
شو إيكاوا. ولد نوبورو إيكاوا في عام 1965 هو كاتب سيناريو ياباني. ورصيده من الكتابة يشمل جيكو سينشي سبيلبان , مستر اجيكو, دانغيو و يروتسوكيدوجي . وقد كتب مؤخرًا تكيف أنيمي في حب هينا وأول سلسلة Full metal الخيميائي ، وكذلك كامين رايدر بليد وعقد كامين رايدر. وقداكتشف وكتب عن سلسلة العظام الأصلية في حرب هيو و تيمبو اياكاشي ايبون
وقد اشتهرت إيكاوا باستخدام بينيم نوبورو إيكاوا على عدة مشاريع.

## روابط خارجية
- شو ايكاوا على موقع IMDb (الإنجليزية)
- شو ايكاوا على موقع ميوزك برينز (الإنجليزية)
- شو ايكاوا على موقع قاعدة بيانات الفيلم (الإنجليزية)
- شو ايكاوا على موقع ANN person (الإنجليزية)